# Ovidio Giraldo Velásquez
Ovidio Giraldo Velásquez (ur. 27 stycznia 1963 w Montebonito) – kolumbijski duchowny katolicki, biskup Barrancabermeja od 2020.

## Życiorys
Święcenia kapłańskie otrzymał 18 lutego 1989 i został inkardynowany do diecezji La Dorada-Guaduas. Pracował głównie jako duszpasterz parafialny, był także m.in. wychowawcą i ojcem duchownym diecezjalnego seminarium, wikariuszem biskupim ds. duszpasterskich oraz krajowym dyrektorem Sieci Nowej Ewangelizacji.
29 maja 2020 papież Franciszek mianował go ordynariuszem diecezji Barrancabermeja. Sakry udzielił mu 22 lipca 2020 biskup Rigoberto Corredor Bermúdez.